# Sojuz 1
Sojuz 1 (rusko Союз-1, Zveza 1) je bil del  sovjetskega vesoljskega programa Sojuz. V krožnico okoli Zemlje so ga izstrelili 23. aprila 1967 in je ponesel edinega kozmonavta polkovnika Vladimirja Mihajloviča Komarova, ki je pri povratku in pristanku na Zemlji umrl. Prvotno bi morali izstreliti plovilo že januarja tega leta, vzroki preložitve pa niso znani. V plovilu so bili že trije sedeži.
Za naslednji dan so izvirno načrtovali izstrelitev v krožnico še drugega plovila Sojuz 2, ki bi poneslo tri kozmonavte, Bikovskega, Krunova in Jelisejeva. Dva od njih bi se v prostem vesoljskem prostoru sprehodila do Sojuza 1.
Kmalu po vzletu Sojuza 1 so se že začele težave, ko se eno od kril sončnih plošč ni razprostrlo zaradi okvare pirotehničnih nabojev, ki sprostijo vzmeti za odpiranje. Tudi brcanje Komarova pri tem ni pomagalo. To je povzročilo pomanjkanje električne energije na sestavih vesoljskega plovila za polovico. Odpovedalo je tudi vodenje plovila zaradi težav sprejemnikov usmerjenosti. Najprej so z drugo posadko Sojuza 2 nameravali popraviti sončno ploščo na Sojuzu 1, vendar je močan dež v Bajkonurju onemogočil izstrelitev, tako da je bil Sojuz 1 neusmerjen kmalu potem, ko se je že utiril v krožnico nad Sovjetsko zvezo. Glavno padalo se na višini 7 km ni odprlo zaradi napak v tipalniku pritiska. Padalo bi moralo zmanjšati hitrost plovila na tej višini 200 m/s. Tudi ročno razvito nadomestno padalo se je zapletlo z zaviralnim in tako je plovilo padlo na Zemljo skoraj brez zaviranja. Komarov je pri trku umrl. Kasnejši pregled Sujuza 2 je pokazal enake težave s padalom, ki bi lahko pogubilo vse štiri kozmonavte, če bi res izvedli načrtovano izstrelitev. Izvirna poleta Sojuza 1 in Sojuza 2 sta potem opravila Sojuz 4 in Sojuz 5.
Nadomestni kozmonavt odprave je bil Jurij Aleksejevič Gagarin.
Nekateri viri trdijo, da so Sojuz 1 prisilili k izstrelitvi, še preden so ga pripravili, zaradi propagandnih razlogov. Nesreča je odložila izstrelitvi Sojuza 2 in Sojuza 3 do 25. oktobra 1968. Ta osemnajstmesečna zakasnitev je navsezadnje tudi pokopala sovjetske načrte za pristanek njihovega kozmonavta na Luni, kar je bil eden od glavnih vodil pri tedanji vesoljski tekmi med velesilama.
| Predhodna odprava: Voshod 2 | Program Sojuz | Naslednja odprava: Sojuz 2 |